# William Marshal, 1:e earl av Pembroke
William Marshal, 1:e earl av Pembroke, även kallad William the Marshal (Guillaume le Maréchal), född omkring år 1146, död 14 maj 1219 i Caversham, var en engelsk soldat och statsman av normandisk börd. Han har beskrivits som den främste riddaren som någonsin levt (Stephen Langton). Han tjänade under fem kungar: Henrik II av England, Henrik den yngre, Rikard Lejonhjärta, Johan av England och Henrik III av England, och hans levnadsbana tog honom från att vara en okänd man till att bli högste styresman i riket, vilket gjorde honom till en av Europas mäktigaste män.

## Barndom och uppväxt
År 1152, när William troligen var kring sex år gammal, bytte hans far John Marshal sida i kriget mellan Stefan av Blois och Matilda av England. Enligt en historieskrivare ska kung Stefan ha använt William som gisslan när han belägrade Newbury Castle för att tvinga hans far John att hålla sitt löfte att kapitulera. John valde att svika sitt löfte, och när Stefan befallde honom att ge upp slottet eller tvingas se på när William hängdes svarade John att Stefan kunde hänga pojken: För jag har kvar både hammaren och städet som jag kan smida nya och bättre söner med. Som tur var för William kunde inte Stefan förmå sig att döda pojken.

## Kringresande riddare
Som yngre son till en medlem av mindre bemedlad adel var William inte arvinge till vare sig land eller annan förmögenhet. Han var därför tvungen att staka ut en egen karriär åt sig. Som tonåring skickades han till Normandie för att tjäna hos William de Tancarville, och det var här han påbörjade sin träning inför att som vuxen kunna bli riddare. Genom Tancarville, och tack vare att denne var bror till Williams mor, kunde han sedan få plats hos den framstående Patrick av Salisbury, 1:e earl av Salisbury. År 1168 dödades Salisbury i ett bakhåll av Guy av Lusignan. William skadades och tillfångatogs, men hans lösesumma betalades av Eleonora av Akvitanien som imponerades av de berättelser om hans mod som börjat cirkulera. Han hade dubbats till riddare år 1167, och han fann snart att han kunde försörja sig genom att resa runt och delta i torneringar. Vid den här tiden var tornerspelen fortfarande regelrätta slag, där deltagarna tog en verklig risk att bli dödade, det var först senare torneringarna utvecklades till ett mer förfinat skådespel. William Marshal blev snart ryktbar, och hans meriter är legendariska: det sägs att han deltog i mer än 500 sådana torneringar på liv och död, och att han aldrig någonsin förlorade.

## Kunglig gunst
När han återvänt från fångenskapen anslöt sig Marshal till Henrik II av England och dennes hov. Han tjänstgjorde hos både Henrik II och hos dennes son Henrik den yngre, som krönts till sin fars samregent. När Henrik II:s son Rikard och senare även Johan gjorde uppror mot sin far stod William lojalt vid Henriks sida. Vid ett tillfälle drabbade Marshal samman med Rikard, och lyckades fälla den blivande kungen. Marshal kunde ha dödat Rikard, men dödade hans häst istället. Det sägs att William Marshal är den ende som lyckats kasta Rikard Lejonhjärta av hästen. När Henrik II dött och Rikard blivit kung, välkomnade denne Marshal till hovet, då han var klok nog att se vilken nytta han kunde ha av denne man vars både rykte och makt höll på att växa. 
I augusti 1189, när han var 43 år gammal, arrangerade kung Rikard ett mycket fördelaktigt äktenskap åt Marshal. Till brud fick han den näst rikaste arvtagerskan i England, Isabel de Clare (1172-1220), Richard Strongbows 17-åriga dotter. Hennes far hade varit earl av Pembroke, och denna titel överfördes 1199 till Marshal, tillsammans med enorma egendomar i England, Wales, Normandie och på Irland. Äktenskapet förvandlade den egendomslöse riddaren från lågadeln till en av de rikaste männen i landet, ett tecken på hur mäktig han var vid hovet. Paret fick fem söner och fem döttrar, och har en stor skara ättlingar inom den brittiska adeln. Marshal gjorde stora förbättringar av sin hustrus egendomar, bland annat lät han bygga ut Pembroke Castle och Chepstow Castle.
Marshal ingick i den ställföreträdande regering som kungen utsåg innan han gav sig iväg på det tredje korståget år 1190. Marshal lierade sig med prins Johan då denne lät utvisa kungens ämbetsman William Longchamp ur riket, men han insåg snart att prinsens intressen inte överensstämde med kungens. Han valde därför att ställa upp på Rikards sida år 1193, när Johan försökte göra uppror mot sin bror. Rikard förlät honom att han inledningsvis visat missriktad lojalitet, och utsåg honom till arvtagare av den ärftliga titeln Earl Marshal, som tidigare innehafts av Marshals bror John. När Rikard senare låg på sin dödsbädd utsåg han Marshal till skattmästare.

## Kung Johan och Magna Carta
Marshal stödde Johan när denne blev kung år 1199. De hamnade dock i konflikt när Marshal även förklarade sig vara lojal mot Filip II August av Frankrike som en följd av att Marshal även besatt egendomar i Normandie. Marshal begav sig till Leinster år 1207 och stannade på Irland till 1212, under denna period lät han bland annat bygga Carlow Castle. År 1212 kallades han att delta i kungens krig i Wales. Trots deras meningsskiljaktigheter var det Marshal som var kungens talesman gentemot de baroner som den 15 juni 1215 i Runnymede tvingade Johan att skriva under Magna Carta, och han var en av få adelsmän som förblev lojala mot kungen under det inbördeskrig som följde på detta. Det var åt Marshal kung Johan på sin dödsbädd anförtrodde uppdraget att se till att kungens nioåriga son Henrik fick överta kronan.  
Den 11 november 1216, när kung Johan avled, utsågs Marshal av det kungliga rådet till regent i väntan på att kungens minderårige son Henrik skulle bli myndig. Trots att han vid det här laget uppnått en, för den tiden, aktningsvärd ålder (han var runt 70 år gammal) så ledde han det krig som nu utbröt med kung Ludvig VIII av Frankrike, och de upproriska engelska baronerna. I slaget vid Lincoln 1217 red han i spetsen för armén och ledde den till en storartad seger.  Han befann sig i London och förberedde för en belägring av den franske kungen när kriget tog slut genom  Hubert de Burghs seger över den franska flottan utanför Dover år 1217. Han blev kritiserad för de milda krav han ställde på den besegrade franske kungen, men detta var en del av Marshals politik att försöka uppnå en varaktig fred åt den unge kung Henrik III. Både före och efter freden 1217 lät han förnya Magna Carta, och hans signatur återfinns på de kvarvarande kopiorna av dokumentet.

## Död och arv

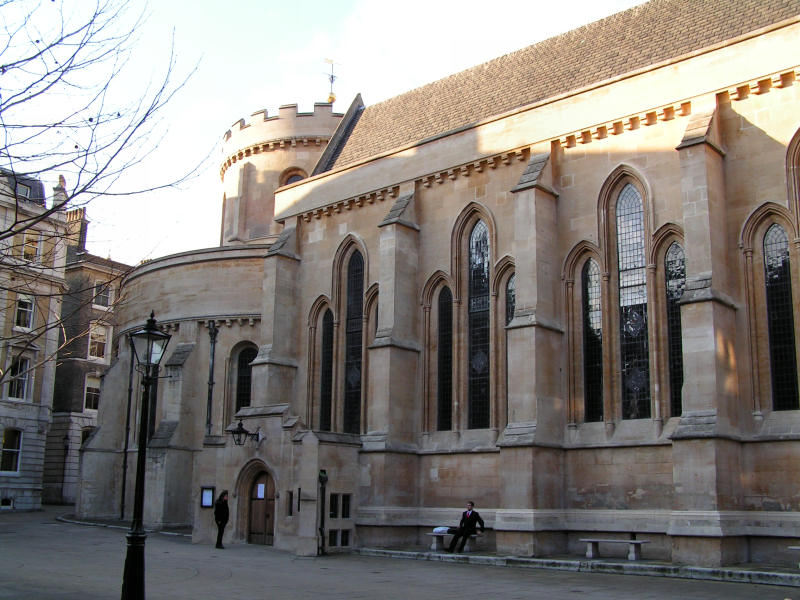
William Marshal begravdes i Temple Church, London

William Marshals hälsa svek honom slutligen i februari år 1219. I mars hade han insett att han var döende och lät kalla till sig sin son och arvtagare William, samt de riddare som tjänstgjorde i hans hushåll. Följet lämnade Towern i London och begav sig till Marshals egendom Caversham i Oxfordshire nära Reading. Här sammankallade han ett möte mellan baronerna, Henrik III, påvens utsände samt det kungliga rådet. Marshal överlät förmyndarskapet över den omyndige kungen åt det påvliga sändebudet då han misstrodde de engelska baronerna. Han uppfyllde ett löfte han avgivit då han tidigare i livet befunnit sig på korståg, och lät inviga sig i Tempelriddarorden. Marshal dog den 14 maj 1219 och begravdes i Temple Church i London, där hans gravvård fortfarande finns att se.
Efter Marshals död lät hans son William beställa en biografi över fadern. Detta verk, L'Histoire de Guillaume le Marechal, har bevarat och broderat ut legenden om William Marshal. Medan historikerna ifrågasätter vissa av uppgifterna om hans oöverträffade framgångar på rännarbanorna är det ingen som betvivlar hans inflytande över politiken i samtiden och hans stöd åt Magna Carta.

## Familjen Marshals senare öden
Under inbördeskrigen på Irland hade Marshal lagt beslag på två herrgårdar som biskopen av Ferns utan framgång krävde att få tillbaka. Det sades att biskopen förbannat familjen Marshal så att den manliga grenen av familjen skulle dö ut. Var och en av William Marshals söner ärvde hans egendomar och titlar i tur och ordning, men de dog utan manlig avkomma. Marshals enorma egendomar kom därför att delas mellan makarna till hans fem döttrar. Titeln Earl Marshal gick till den äldsta dotterns make, Hugh Bigod, 3:e earl av Norfolk, och ärvdes senare av släkten Mowbray som kom att upphöjas till hertigar av Norfolk. Hertigarna av Norfolk ärver än idag titeln Earl Marshal. Titeln earl av Pembroke ärvdes av William de Valence, 1:e earl av Pembroke, som var gift med Joan Marshals dotter.

## William Marshal i populärkultur
- Marshal ingår i persongalleriet i William Shakespeares pjäs King John, då enbart kallad earlen av Pembroke.
- Fyra generationer av familjen Marshal beskrivs i en serie romaner av Mary Pershall.  Dawn of the White Rose (©1985) handlar om William Marshal och Isabel de Clare.
- William Marshal spelar huvudrollen i romanen A Pride of Kings av Juliet Dymoke,  New English Library, 1978.
- William Marshal är en viktig gestalt i romanen The Witch Hunter av Bernard Knight, 2004.
- En roman om William Marshal, The Greatest Knight av Elizabeth Chadwick, som kom ut 2005, är baserad på förstahandskällor, samt den biografi över Marshal som ligger till huvudsaklig grund för ovanstående artikel.
- Clive Wood spelar Marshal i filmen The Lion's Tale från 2003.
- William Marshal är även en av huvudrollerna i Sir Ridley Scotts film om Robin Hood, där han spelas av William Hurt.